# Macskásy Antal
Macskásy Antal (Székelyudvarhely, 1800. november 17. – Székelyudvarhely, 1872. február 13.) római katolikus pap. 

## Élete
1820-ban az erdélyi püspökmegye alumnusa volt, ahol a teológiai tanfolyamot elvégezve, Pécsre ment, hogy magát az ottani püspökmegyébe felvétesse, ami nem sikerülvén, a megyénél mint írnok működött 1839-ig. Ekkor Scitovszky János püspök fölvette a pécsi egyházmegyében az alumnusok és 1840. július 26-án a lelkészek közé. Előbb segédlelkész volt Kővágószőlősön és Földvárt, azután nevelő Erdélyben, később ismét káplán Sumonyban, Agárdon, Pécsváradon, Szentkirályon és Bodonyban, majd az elaggott lelkészek házába vették fel. Innét hazájába visszatérve, szülőhelyén hunyt el.

## Munkája
- Üdvözlő dal. Mélt. főt. Nagy-Kéri Scitovszky János urnak, midőn pécsi püspöki székébe iktatnék. 1839. Pécs.